# Trémargat
Trémargat (bretonisch Tremargad) ist eine französische Gemeinde mit 182 Einwohnern (Stand: 1. Januar 2022) im Département Côtes-d’Armor in der Region Bretagne. Sie gehört zum Arrondissement Guingamp und zum Kanton Rostrenen. Zudem ist der Ort Mitglied des 1993 gegründeten Gemeindeverbands Kreiz-Breizh. Die Einwohner werden Trémargatois(es) genannt.

## Geographie
Trémargat liegt etwa 42 Kilometer südwestlich von Saint-Brieuc im Südwesten des Départements Côtes-d’Armor. 

## Geschichte
Die Gemeinde entstand 1851 aus Teilen der damaligen Gemeinde Plounévez-Quintin.

## Bevölkerungsentwicklung
| Jahr                       | 1856 | 1872 | 1876 | 1896 | 1901 | 1911 | 1921 | 1926 | 1962 | 1968 | 1975 | 1982 | 1990 | 1999 | 2006 | 2012 |
| Einwohner                  | 626  | 556  | 612  | 553  | 611  | 614  | 546  | 540  | 269  | 243  | 199  | 187  | 152  | 171  | 167  | 188  |
| Quellen: Cassini und INSEE |      |      |      |      |      |      |      |      |      |      |      |      |      |      |      |      |

## Sehenswürdigkeiten
Siehe: Liste der Monuments historiques in Trémargat